# Pajzs (település)
Pajzs (Păiușeni), település Romániában, a Partiumban, Arad megyében.

## Fekvése
A Hegyes Drócsa-hegység északi oldalán, Keszend déli szomszédjában fekvő település.

## Története
Pajzs nevét 1574-ben említette először oklevél Paiiz néven. 1650-ben Baiz, 1888-ban Pajusán (Pajsán, Paizsan), 1913-ban Pajzs néven írták. 
1910-ben 1204 lakosából 1197 román, 3 magyar, volt. Ebből 1198 görögkeleti ortodox volt.
A trianoni békeszerződés előtt Arad vármegye Borossebesi járásához tartozott.

## Galéria

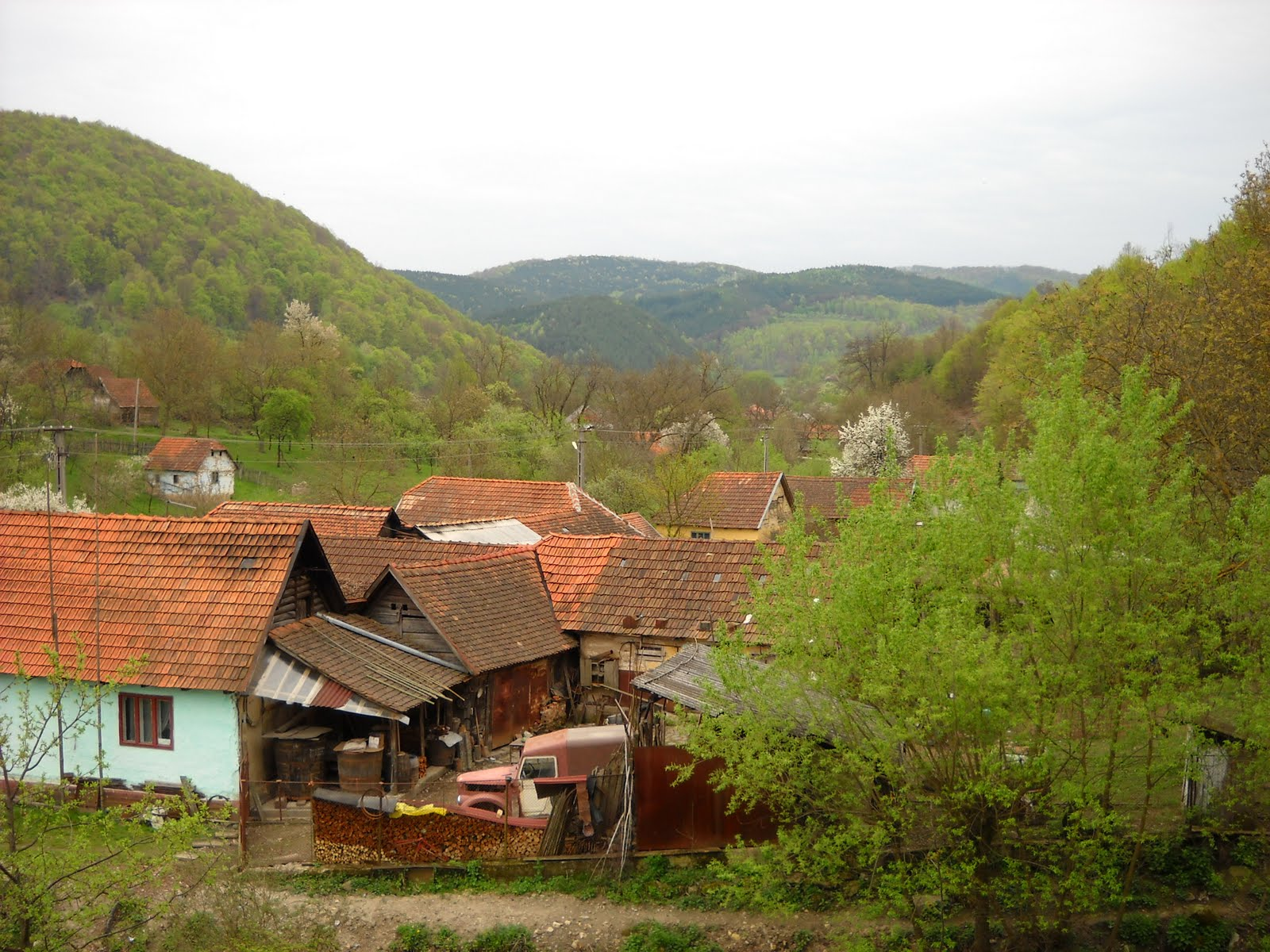
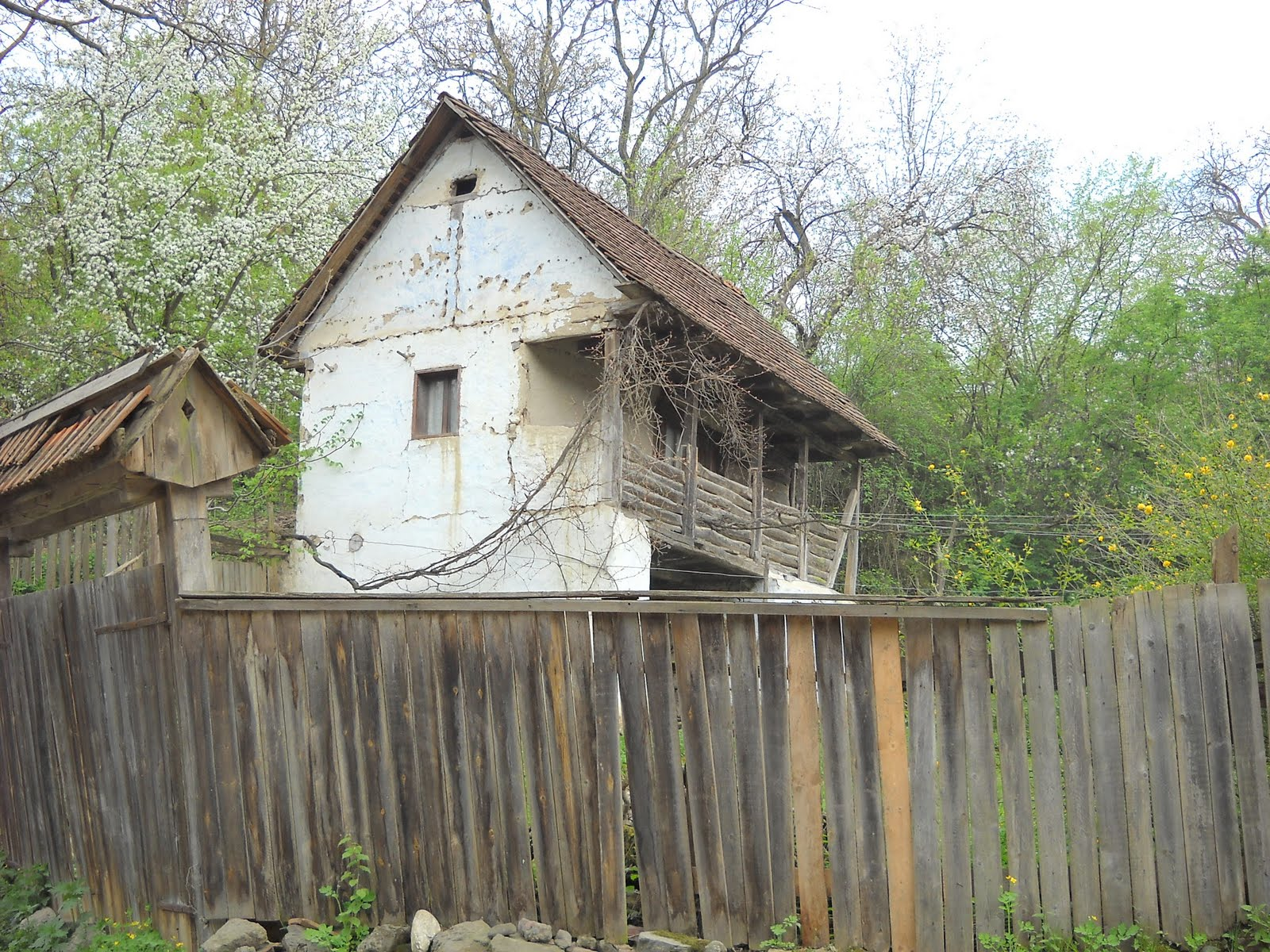